# 高腹菌状高腹菌
高腹菌状高腹菌（学名：Gautieria gautierioides）是属于钉菇目钉菇科高腹菌属的一种担子菌。该种分布于中国、美国等地。